# Aurora (ESA)
Aurora war der Name für eine Reihe von Programmen der Europäischen Weltraumorganisation (ESA) zur Erkundung des Sonnensystems, insbesondere des Planeten Mars und des Erdmondes.
Publiziert wurde das ambitionierte Aurora-Projekt in den frühen 2000er-Jahren mit dem ultimativen Ziel einer bemannten Mission zum Mars in internationaler Kooperation nach dem Jahr 2030. Das einzige realisierte Projekt aus diesen Planungen ist bis 2016 der ExoMars Trace Gas Orbiter und vermutlich der für 2024[veraltet] geplante ExoMars Rover. Die Projektbezeichnung Aurora gibt es bei der ESA nicht mehr und die ehemalige Webpräsenz ist nach April 2010 ohne weitere Begründung entfernt worden.

## Projektplanung

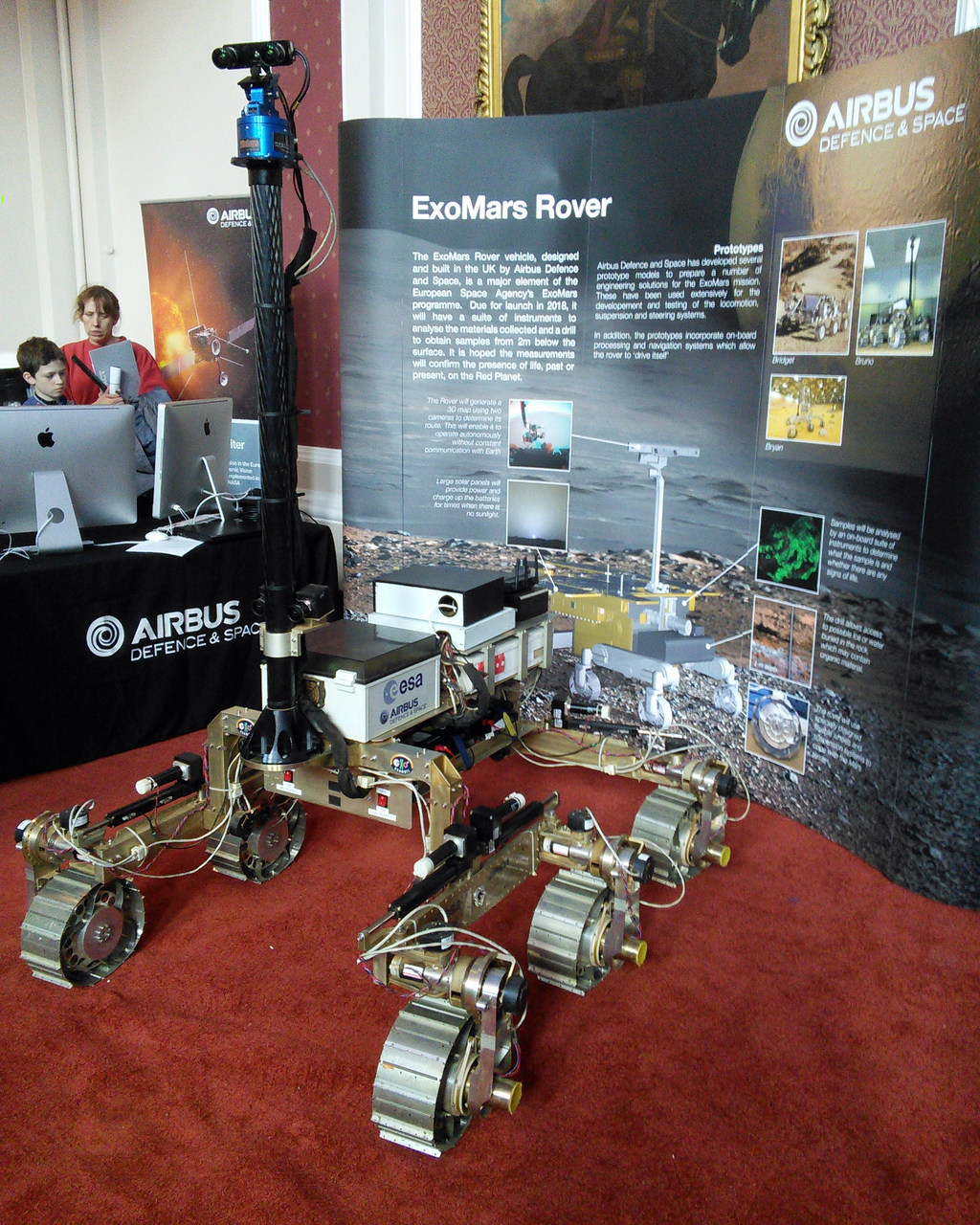
Prototyp des ExoMars Rover beim Cambridge Science Festival 2015

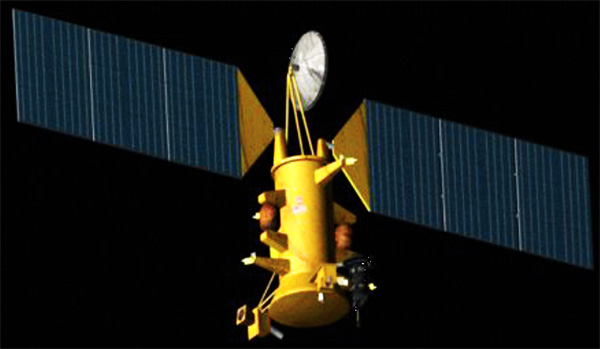
Die Orbitersonde der für 2016 geplanten Mars Trace Gas Mission (TGM) als erstem Teil der ExoMars-Mission.

Das Aurora-Projekt umfasste folgende Schritte:
- 2007 Entry Vehicle Demonstrator (EVD) – Erprobung des Hochgeschwindigkeits-Wiedereintritts in der Erdatmosphäre
- 2009 ExoMars – ein Mars-Orbiter und ein großer Mars-Rover zur Suche nach Spuren von Leben
- 2011–2014 Mars Sample Return (MSR)[3] – Rückführung von Proben vom Mars zur Erde
- 2014 Human Mission Technology Demonstrator(s) - Erprobung der Technologien für bemannte Missionen
- 2018 Technology Precursor Mission – Erprobung neuer Technologien, wie Aerobraking, Aerocapture, elektrische Antriebe und weiche Landung
- 2024 Bemannte Mondmission
- 2026 Unbemannte Marsmission als Vorlauf zu der bemannten Mission
- 2030 Frachtelemente für die bemannte Marsmission
- 2033 Bemannte Marsmission

Die Mission ExoMars ist das einzige Projekt, das derzeit mit sieben Jahren Verzögerung umgesetzt wird.

## Teilnehmer
Als teilnehmende Staaten wurden gelistet (in alphabetischer Reihenfolge):
- Belgien
- Deutschland
- Frankreich
- Italien
- Kanada
- Niederlande
- Österreich
- Portugal
- Schweden
- Schweiz
- Spanien
- Vereinigtes Königreich

Deutschland trat dem Programm am 12. Juli 2005 bei. Alle fünf Jahre sollten die Mitglieder über das Budget für die kommenden Schritte entscheiden. Bei der ESA-Konferenz im Dezember 2005 wurde von 14 der 17 Mitgliedstaaten nur die Beteiligung an der ExoMars-Mission bestätigt, allen anderen Ideen fehlt derzeit eine Finanzierung.